# Didn't We Almost Have It All
Singles de Whitney Houston
I Wanna Dance with Somebody
(1987) So Emotional
(1987)
Pistes de Whitney
Love Will Save The Day
(3) So Emotional
(5)
Didn't We Almost Have It All est une chanson de Whitney Houston écrite par Michael Masser (en) et Will Jennings pour l'album Whitney (1987).
La chanson, perçue comme une allusion à sa relation de l'époque Randall Cunningham, est nommée pour le Grammy Award de la chanson de l'année.
La chanson a atteint la 1re place du Billboard Hot 100 la semaine du 26 septembre 1987.